# 馬場昇
馬場 昇（ばば のぼる、1925年11月26日 - 2015年6月15日）は、日本の政治家。衆議院議員、日本社会党書記長を歴任。

## 来歴・人物
熊本県葦北郡湯浦町（現在の芦北町）に生まれる。熊本高等工業学校（現・熊本大学工学部）卒業。1947年、教職に就き、教員組合・教職員組合に加入。1951年頃より専従職員。1952年には熊本県高教組初代副委員長。1953年には日教組中央執行副委員長。1961年には熊本県総評副議長、1967年には同・議長。
1972年12月、第33回衆院選で旧熊本2区において日本社会党から出馬し初当選。
1980年6月には当選3回以下の議員を中心に53名で中間左派の党内派閥日本社会党新生研究会を結成し、当時当選4回の馬場は代表委員に就任。
1982年2月、初の党員による委員長公選で圧勝再選された飛鳥田一雄が、馬場を党書記長に抜擢する意向を示すが、飛鳥田、馬場とも左派に位置づけられており、委員長と書記長を左右別々の陣営から出していた従来の慣例を破るものであった。公選時に飛鳥田を推薦していた五派協議会は党内融和の観点から難色を示すものの、人事を承認する党大会の票読みの優勢を背景に飛鳥田は人事を強行する。これに対して右派は自陣営から役員を出さない挙に出た。党大会では馬場の書記長就任を無投票で承認したものの、極めて不安定な体制であった。結局反主流派となった右派（政権構想研究会、社会主義研究会）による「馬場おろし」で同年中に書記長を辞任。この政局で飛鳥田の党内指導力も低下する。
1983年7月の第13回参院選での社会党惨敗にともなう飛鳥田委員長の辞任をうけて委員長に選出された石橋政嗣新委員長の下で党中央執行副委員長に就任。石橋の自衛隊違憲合法論を批判する。
1993年7月の第40回衆院選では熊本2区の定数削減（5人→4人）の影響もあり、落選し政界引退。当選回数7回。
1996年、勲二等旭日重光章受章。
現役時代には公明党への接近に懐疑的で、日本共産党を含む全野党共闘を志向していたこともあり、引退後は、保守政党中心の連立への参加に伴う小選挙区比例代表並立制や自衛隊・日米安保の容認などの社会党の右傾化路線を批判。晩年まで護憲運動や革新統一運動で活動。9条ネットでは世話人を務めていた。
2015年6月15日、肺炎のため死去。89歳没。

## 元秘書
- 宮腰美保子（のち中島隆利衆議院議員事務局員）

## 著書
- 『日本社会党50年の盛衰 護憲・九条の党で平和な世界を』熊日情報文化センター、1999年
- 『水俣病にみる国家の犯罪』熊日情報文化センター、2009年